# Matthew Riley
Matthew „Matty“ Riley (geboren als Matthew Poalillo) ist ein US-amerikanischer Schauspieler für Theater- und Filmproduktionen.

## Leben
Riley wurde als Matthew Poalillo geboren, unter dessen Namen er bis einschließlich 2016 in Erscheinung trat. Er stammt aus Wayne, New Jersey und begann im Alter von 13 Jahren an ersten Off-Broadway-Produktionen mitzuwirken. 2011 war er erstmals in einem Kurzfilm zu sehen. 2016 hatte er eine größere Rolle im Film Independents – War of the Worlds. Dort spielte er den gehbehinderten Sohn der Präsidentin der Vereinigten Staaten, der von invasiven Außerirdischen von seiner Behinderung geheilt wurde, um die Bevölkerung der Erde zu täuschen, die Außerirdischen hätten gute Absichten. Ein Jahr später übernahm er die Hauptrolle im Kurzfilm Shipwrecked. 2018 moderierte er insgesamt acht Ausgaben der The Martini Shot Show. 

## Filmografie (Auswahl)
- 2011: Flagpole (Kurzfilm)
- 2012: Murt Ramirez Wants to Kick My Ass
- 2016: Independents – War of the Worlds (Independents’ Day)
- 2017: Play with Caution (Fernsehserie, Episode 1x03)
- 2017: Shipwrecked (Kurzfilm)
- 2018: Flug 666 (Flight 666)